# Isabella Micheli
Isabella Micheli (Como, 30 marzo 1962) è un'ex danzatrice su ghiaccio italiana.

## Biografia
Nata nel 1962 a Como, dopo l'esperienza dei Mondiali juniores del 1979 con Roberto Modoni, nel 1983 ha vinto una medaglia di bronzo nella danza su ghiaccio all'Universiade invernale di Sofia, insieme a Roberto Pelizzola, terminando dietro alla coppia sovietica Annenko-Sretenskij e a quella cecoslovacca Foltán-Holá.
A 21 anni ha partecipato ai Giochi olimpici di Sarajevo 1984 nella danza su ghiaccio, con Roberto Pelizzola come compagno, arrivando 15ª.
In carriera ha preso parte, sempre nella danza su ghiaccio, a 4 edizioni dei Mondiali (Helsinki 1983, 11ª, Ottawa 1984, 13ª, Tokyo 1985, 8ª e Ginevra 1986, 10ª) e 5 degli Europei (Lione 1982, 13ª, Dortmund 1983, 8ª, Budapest 1984, 10ª, Göteborg 1985, 7ª e Copenaghen 1986, 7ª). In tutte queste occasioni ha gareggiato insieme a Roberto Pelizzola.
Ai Campionati italiani è stata campionessa nella danza su ghiaccio con Roberto Pelizzola per 5 anni consecutivi, dal 1982 al 1986.
Dopo il ritiro è diventata giudice, ruolo svolto tra l'altro alle Olimpiadi di Vancouver 2010 e ai Mondiali di Losanna 1997, Minneapolis 1998 e Nizza 2000.

## Palmarès

### Universiadi
- 1 medaglia:
  - 1 bronzo (Danza su ghiaccio a Sofia 1983)